# Station Chełmek Fabryka
Station Chełmek Fabryka is een spoorwegstation in de Poolse plaats Chełmek.